# Victor Zarnowitz
Victor Zarnowitz (* 3. November 1919 in Łańcut, Polen; † 21. Februar 2009 in New York City) war ein polnisch-US-amerikanischer Wirtschaftswissenschaftler.

## Leben
Victor Zarnowitz, Sohn des polnischen Literaturwissenschaftlers Leopold Zarnowitz, wurde in Łańcut geboren und verbrachte seine Kindheit in Oświęcim.
Nach der deutschen Invasion in Polen 1939 flüchtete er zusammen mit seinem Bruder Tadek nach Osten, gerieten dort in sowjetische Gefangenschaft und wurden in einem sibirischen Arbeitslager interniert. Sein Bruder Tadek verstarb im Lager, Victor Zarnowitz gelang später die Flucht und Rückkehr zu seinen Eltern.
Nach dem Ende des Zweiten Weltkrieges studierte er Wirtschaftswissenschaften und wurde 1951 mit einer von Erich Preiser betreuten Dissertation über die Theorie der Einkommensverteilung an der Ruprecht-Karls-Universität Heidelberg summa cum laude promoviert.
1952 siedelte er mit seinen Eltern in die USA über und lebte in New York. Er war zunächst in der Analyse ökonomischer Daten tätig. 1959 wurde er Professor an der University of Chicago Graduate School of Business.
1975 wurde er USA-weit bekannt mit einer Studie über Wirtschaftsvorhersagen in der Zeit von 1962 bis 1974. In seiner Studie konnte er belegen, dass die Forschungsinstitute das US-amerikanische Gross National Product viermal falsch berechnet hatten.
Er war seit 1999 und bis zu seinem Tode Berater und Mitglied des Conference Board, einer prominent besetzten Non-Profit-Organisation, die einen monatlichen Konsumentenindex für die USA veröffentlicht (Consumer Confidence Index). Als Berater des National Bureau of Economic Research stellte er als einer von sieben Ökonomen fest, dass die USA 2008 am Anfang einer tiefgreifenden Rezession standen.
Victor Zarnowitz befasste sich in seiner wissenschaftlichen Arbeit insbesondere mit Geschäftszyklen und Prognosemodellen sowie Einschätzungen ökonomischer Entwicklungen. Er war Mitherausgeber des Journal of Business, Economic Forecasts und des ASA-NBER Quarterly Survey of Economic Outlook.
2008 veröffentlichte er die Autobiografie "Fleeing the Nazis, Surviving the Gulag, and Arriving in the Free World”.
Er starb an den Folgen eines Herzinfarktes. Seine Frau Lena Engelman starb 2000. Aus der Ehe gingen zwei Söhne hervor.

## Schriften
- Die Theorie der Einkommensverteilung. Entwicklung und heutiger Stand, Mohr Siebeck Tübingen 1951 (Dissertation)
- Fleeing the Nazis, Surviving the Gulag, and Arriving in the Free World, Praeger 2008